# 傑拉爾丁·道爾
傑拉爾丁·霍夫·道爾（英語：Geraldine Hoff Doyle；1924年7月31日—2010年12月26日）是一名美國女性。在2000年代曾被大眾普遍認為是宣傳海報《我們能做到！》所描繪的鉚釘女工的原型人物。在她死後，經過後續調查發現另一名女工娜歐蜜·帕克·弗雷利才更有可能是真正的原型。這場誤會被認為是三人成虎的經典案例。

## 生平

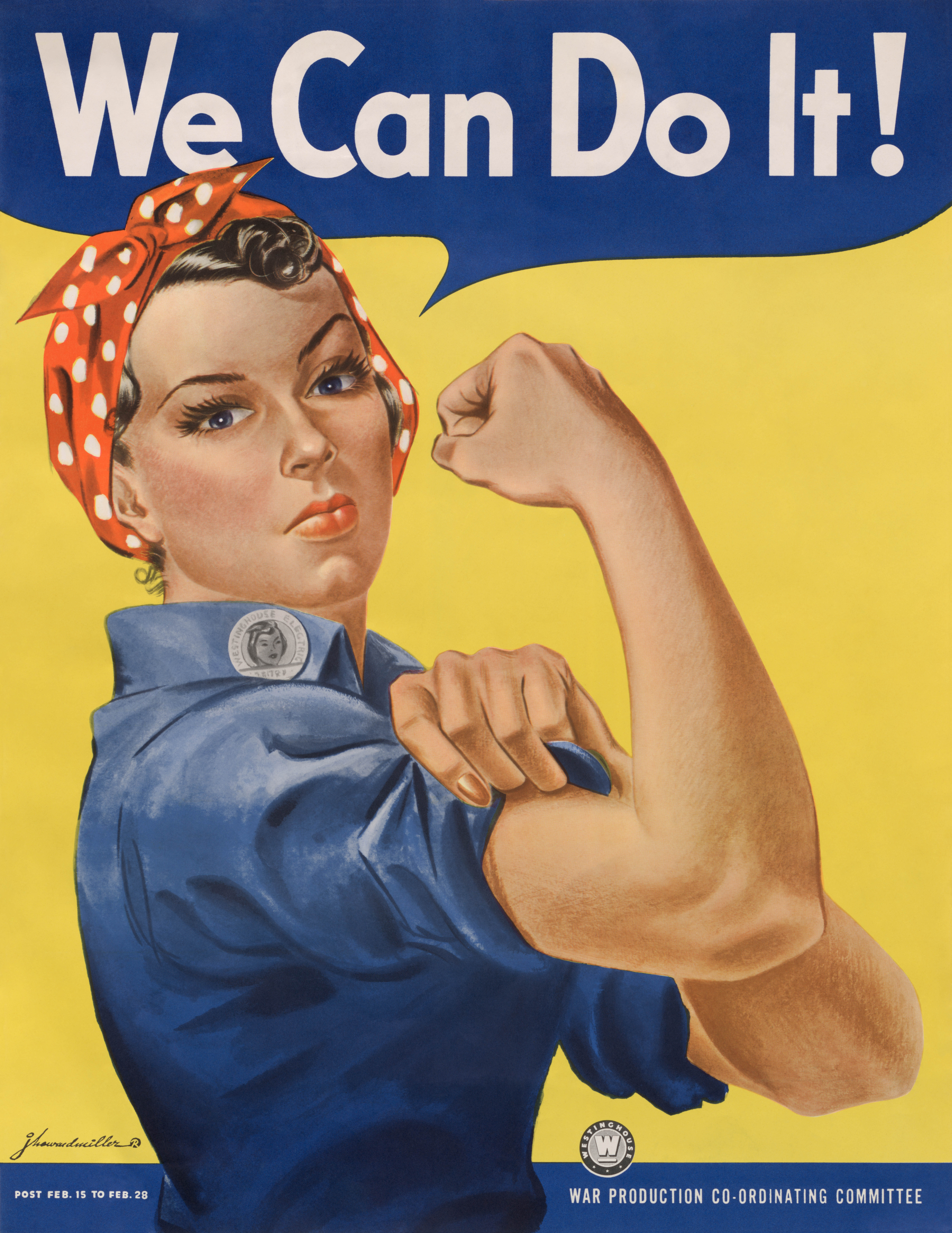
1943年的宣傳海報《我們能做到！》

傑拉爾丁·霍夫出生於密西根州英克斯特，她的父親寇納利耶司（Cornelious）是一名電工，在她十歲時死於肺炎。母親奧古斯塔（Augusta）是一名作曲家，患有脊椎側彎。1942年，傑拉爾丁從安娜堡的一所高中畢業，並在當地的製造商「American Broach & Machine Co.」找到一份工作，負責操作金屬衝壓機台。
由於傑拉爾丁也有在拉大提琴，她擔心操作機台可能會傷到她寶貴的手指，所以她只工作了幾個禮拜便辭職了。根據傑拉爾丁自己的說法，在這短暫的工作期間，曾有一位合眾國際社的攝影師替她拍下照片。在傑拉爾丁辭職後隔年，她嫁給牙醫雷歐·H·道爾（Leo H. Doyle），夫妻之間育有六名子女。雷歐死於2010年2月。
2010年12月26日，傑拉爾丁·霍夫·道爾於密西根州蘭辛逝世，死因為嚴重關節炎所引發的併發症。到死為止她都還被普遍認為是《我們能做到！》海報的原型人物。

## 關於《我們能做到！》海報
由於《我們能做到！》最初並不是發佈給美國大眾，而是西屋電氣為了鼓舞自家員工士氣而張貼在工廠內部的海報，所以最一開始並沒有進入大眾視野。一直到第二次世界大戰結束後的1980年代，該海報才被「職場性別平等」的倡導者重新發現，並將海報用來宣傳其主張。1984年，道爾在《美國退休人協會雜誌》上看到照片，是身份不明的年輕女子操作垂直成型機的情景。1994年，道爾又在《史密森尼》雜誌上看到《我們能做到！》的海報。照片與海報上的女子都令她聯想到自己。同樣在1990年代，她與歷史學家兼作家潘妮·科爾曼取得聯繫，並拿出自己的主張與對方交流。道爾的主張很快就被大眾接受，她被普遍認為是海報中鉚釘女工的原型人物。她曾被密西根州女性名人堂公開紀念，本人還會不時前往名人堂替遊客簽名、作互動。道爾曾表示自己當年對海報一無所知或許是一件好事，「我那時候還沒法處理好這麼令人激動的情況」。
在道爾死後，許多媒體也將道爾報導為「《我們能做到！》海報的原型人物」，沒有檢驗道爾的主張是否正確。2011年，娜歐蜜·帕克·弗雷利在鉚釘女工第二次世界大戰家庭前線國家歷史公園舉辦的一場重聚聯歡會中認出自己1942年時的照片，但卻驚訝地發現照片上標示的人名不是自己，而是道爾。根據後續研究，實際上在1942年3月照片拍攝時，傑拉爾丁·道爾仍就讀高中，她是畢業後才去工廠上班，所以不可能是照片主角。道爾從未宣稱過自己曾與海報設計師J·霍華德·米勒（J. Howard Miller）見過面，僅宣稱自己是1942年那張照片的主角。而無論該張照片的主角是誰，實際上並沒有證據顯示米勒在設計海報時真的有將該照片作為靈感來源。

## 外部連結
- 在Find a Grave上的傑拉爾丁·道爾